# Dimapur
Dimapur (hindi दीमापुर) – miasto we wschodnich Indiach, w stanie Nagaland, w dystrykcie Dimapur, położone nad rzeką Dhansiri. W 2011 roku miasto liczyło 122 834 mieszkańców.